# Volleyball Nations League femminile 2018
La Volleyball Nations League 2018 si è svolta dal 15 maggio al 1º luglio 2018: al torneo hanno partecipato sedici squadre nazionali e la vittoria finale è andata per la prima volta agli Stati Uniti.

## Regolamento

### Formula
Le squadre sono state divise in due categorie, quella principale e quella secondaria (quest'ultima, in questa edizione, ha compreso Argentina, Belgio, Repubblica Dominicana e Polonia): tuttavia le squadre hanno disputato un unico torneo senza alcuna distinzione.
Le squadre hanno disputato una prima fase a gironi con formula del girone all'italiana; al termine della prima fase:
- Le prime cinque classificate e la squadra del paese organizzatore (nel caso in cui sia stata tra le prime cinque classificate, si è qualificata la sesta classificata) hanno acceduto alla fase finale strutturata con una fase a gironi con formula del girone all'italiana, dove le prime due classificate di ogni girone hanno acceduto alla Final Four, strutturata in semifinali, finale per il terzo posto e finale.
- L'ultima classificata tra le squadre della categoria secondaria è retrocessa.

### Criteri di classifica
Se il risultato finale è stato di 3-0 o 3-1 sono stati assegnati 3 punti alla squadra vincente e 0 a quella sconfitta, se il risultato finale è stato di 3-2 sono stati assegnati 2 punti alla squadra vincente e 1 a quella sconfitta.
L'ordine del posizionamento in classifica è stato definito in base a:
- Numero di partite vinte;
- Punti;
- Ratio dei set vinti/persi;
- Ratio dei punti realizzati/subiti;
- Risultati degli scontri diretti.

## Squadre partecipanti
| Squadra         | Qualificazione | Ultima partecipazione |
| --------------- | -------------- | --------------------- |
| Argentina       | Wild card      | Debutto               |
| Belgio          | Wild card      | Debutto               |
| Brasile         | Wild card      | Debutto               |
| Cina            | Wild card      | Debutto               |
| Corea del Sud   | Wild card      | Debutto               |
| Germania        | Wild card      | Debutto               |
| Giappone        | Wild card      | Debutto               |
| Italia          | Wild card      | Debutto               |
| Paesi Bassi     | Wild card      | Debutto               |
| Polonia         | Wild card      | Debutto               |
| Rep. Dominicana | Wild card      | Debutto               |
| Russia          | Wild card      | Debutto               |
| Serbia          | Wild card      | Debutto               |
| Stati Uniti     | Wild card      | Debutto               |
| Thailandia      | Wild card      | Debutto               |
| Turchia         | Wild card      | Debutto               |

## Torneo

### Fase a gironi

#### Prima settimana
| Girone 1    | Girone 2        | Girone 3    | Girone 4 |
| ----------- | --------------- | ----------- | -------- |
| Argentina   | Belgio          | Italia      | Brasile  |
| Paesi Bassi | Cina            | Polonia     | Germania |
| Russia      | Corea del Sud   | Stati Uniti | Giappone |
| Thailandia  | Rep. Dominicana | Turchia     | Serbia   |

##### Girone 1
| 15 maggio 2018 Team Sports Palace, Ekaterinburg Durata: 1h:17 - Spettatori: 1 850 | Thailandia | 0 - 3 | Paesi Bassi | 20-25, 24-26, 13-25        |
| 15 maggio 2018 Team Sports Palace, Ekaterinburg Durata: 1h:35 - Spettatori: 4 110 | Russia     | 3 - 1 | Argentina   | 20-25, 25-13, 25-13, 25-22 |
| 16 maggio 2018 Team Sports Palace, Ekaterinburg Durata: 1h:33 - Spettatori: 1 560 | Argentina  | 1 - 3 | Paesi Bassi | 25-22, 19-25, 8-25, 18-25  |
| 16 maggio 2018 Team Sports Palace, Ekaterinburg Durata: 1h:50 - Spettatori: 5 040 | Russia     | 3 - 1 | Thailandia  | 25-23, 13-25, 25-18, 30-28 |
| 17 maggio 2018 Team Sports Palace, Ekaterinburg Durata: 1h:12 - Spettatori: 1 610 | Argentina  | 0 - 3 | Thailandia  | 17-25, 17-25, 16-25        |
| 17 maggio 2018 Team Sports Palace, Ekaterinburg Durata: 1h:20 - Spettatori: 5 430 | Russia     | 0 - 3 | Paesi Bassi | 22-25, 20-25, 25-27        |

##### Girone 2
| 15 maggio 2018 Beilun Gymnasium, Ningbo Durata: 1h:25 - Spettatori: 3 000 | Belgio          | 3 - 0 | Corea del Sud   | 25-18, 25-22, 25-21               |
| 15 maggio 2018 Beilun Gymnasium, Ningbo Durata: 1h:14 - Spettatori: 7 600 | Cina            | 3 - 0 | Rep. Dominicana | 25-17, 25-15, 25-11               |
| 16 maggio 2018 Beilun Gymnasium, Ningbo Durata: 2h:23 - Spettatori: 0     | Rep. Dominicana | 2 - 3 | Corea del Sud   | 24-26, 27-25, 25-21, 14-25, 12-15 |
| 16 maggio 2018 Beilun Gymnasium, Ningbo Durata: 1h:14 - Spettatori: 7 500 | Cina            | 3 - 0 | Belgio          | 25-14, 25-20, 25-13               |
| 17 maggio 2018 Beilun Gymnasium, Ningbo Durata: 2h:05 - Spettatori: 1 800 | Rep. Dominicana | 2 - 3 | Belgio          | 16-25, 25-18, 18-25, 25-19        |
| 17 maggio 2018 Beilun Gymnasium, Ningbo Durata: 1h:17 - Spettatori: 7 600 | Cina            | 0 - 3 | Corea del Sud   | 15-25, 15-25, 13-25               |

##### Girone 3
| 15 maggio 2018 Bob Devaney Sports Center, Lincoln Durata: 1h:28 - Spettatori: 2 000 | Turchia     | 3 - 0 | Italia  | 25-21, 25-21, 25-20               |
| 15 maggio 2018 Bob Devaney Sports Center, Lincoln Durata: 2h:36 - Spettatori: 5 000 | Stati Uniti | 3 - 1 | Polonia | 28-26, 25-22, 22-25, 25-15        |
| 16 maggio 2018 Bob Devaney Sports Center, Lincoln Durata: 2h:06 - Spettatori: 2 000 | Polonia     | 3 - 2 | Italia  | 21-25, 25-14, 19-25, 25-17, 15-12 |
| 16 maggio 2018 Bob Devaney Sports Center, Lincoln Durata: 2h:24 - Spettatori: 5 200 | Stati Uniti | 2 - 3 | Turchia | 26-28, 19-25, 25-20, 26-24, 14-16 |
| 17 maggio 2018 Bob Devaney Sports Center, Lincoln Durata: 1h:27 - Spettatori: 2 500 | Turchia     | 3 - 0 | Polonia | 25-21, 25-17, 25-23               |
| 17 maggio 2018 Bob Devaney Sports Center, Lincoln Durata: 1h:21 - Spettatori: 5 000 | Stati Uniti | 3 - 0 | Italia  | 25-21, 25-18, 25-21               |

##### Girone 4
| 15 maggio 2018 Ginásio José Corrêa, Barueri Durata: 1h:57 - Spettatori: 3 600 | Brasile  | 1 - 3 | Germania | 25-15, 22-25, 18-25, 20-25 |
| 15 maggio 2018 Ginásio José Corrêa, Barueri Durata: 1h:17 - Spettatori: 500   | Giappone | 0 - 3 | Serbia   | 18-25, 17-25, 22-25        |
| 16 maggio 2018 Ginásio José Corrêa, Barueri Durata: 2h:02 - Spettatori: 3 200 | Brasile  | 3 - 1 | Giappone | 22-25, 25-18, 25-23, 25-11 |
| 16 maggio 2018 Ginásio José Corrêa, Barueri Durata: 1h:19 - Spettatori: 550   | Germania | 0 - 3 | Serbia   | 16-25, 21-25, 17-25        |
| 17 maggio 2018 Ginásio José Corrêa, Barueri Durata: 1h:57 - Spettatori: 5 000 | Brasile  | 3 - 1 | Serbia   | 23-25, 25-22, 25-14, 25-21 |
| 17 maggio 2018 Ginásio José Corrêa, Barueri Durata: 1h:58 - Spettatori: 800   | Germania | 1 - 3 | Giappone | 21-25, 23-25, 25-21, 17-25 |

#### Seconda settimana
| Girone 5    | Girone 6      | Girone 7   | Girone 8        |
| ----------- | ------------- | ---------- | --------------- |
| Belgio      | Corea del Sud | Cina       | Argentina       |
| Giappone    | Germania      | Polonia    | Brasile         |
| Paesi Bassi | Italia        | Serbia     | Rep. Dominicana |
| Stati Uniti | Russia        | Thailandia | Turchia         |

##### Girone 5
| 22 maggio 2018 Sky Hall Toyota, Toyota Durata: 2h:16 - Spettatori: 1 200 | Belgio      | 2 - 3 | Paesi Bassi | 25-21, 19-25, 25-23, 29-31, 10-15 |
| 22 maggio 2018 Sky Hall Toyota, Toyota Durata: 1h:20 - Spettatori: 4 500 | Giappone    | 0 - 3 | Stati Uniti | 20-25, 16-25, 23-25               |
| 23 maggio 2018 Sky Hall Toyota, Toyota Durata: 1h:27 - Spettatori: 950   | Paesi Bassi | 0 - 3 | Stati Uniti | 19-25, 21-25, 23-25               |
| 23 maggio 2018 Sky Hall Toyota, Toyota Durata: 1h:17 - Spettatori: 3 500 | Giappone    | 3 - 0 | Belgio      | 25-19, 25-20, 25-19               |
| 24 maggio 2018 Sky Hall Toyota, Toyota Durata: 1h:08 - Spettatori: 1 100 | Belgio      | 0 - 3 | Stati Uniti | 11-25, 18-25, 17-25               |
| 24 maggio 2018 Sky Hall Toyota, Toyota Durata: 1h:25 - Spettatori: 4 900 | Giappone    | 0 - 3 | Paesi Bassi | 18-25, 18-25, 21-25               |

##### Girone 6
| 22 maggio 2018 Suwon Gymnasium, Suwon Durata: 1h:24 - Spettatori: 2 400 | Italia        | 0 - 3 | Russia   | 24-26, 12-25, 23-25        |
| 22 maggio 2018 Suwon Gymnasium, Suwon Durata: 2h:05 - Spettatori: 4 500 | Corea del Sud | 3 - 1 | Germania | 23-25, 26-24, 25-16, 25-16 |
| 23 maggio 2018 Suwon Gymnasium, Suwon Durata: 1h:24 - Spettatori: 1 466 | Italia        | 3 - 0 | Germania | 25-22, 25-18, 25-20        |
| 23 maggio 2018 Suwon Gymnasium, Suwon Durata: 1h:22 - Spettatori: 3 734 | Corea del Sud | 3 - 0 | Russia   | 25-19, 25-14, 25-17        |
| 24 maggio 2018 Suwon Gymnasium, Suwon Durata: 1h:47 - Spettatori: 1 512 | Germania      | 1 - 3 | Russia   | 25-19, 21-25, 15-25, 23-25 |
| 24 maggio 2018 Suwon Gymnasium, Suwon Durata: 1h:21 - Spettatori: 3 825 | Corea del Sud | 0 - 3 | Italia   | 17-25, 21-25, 21-25        |

##### Girone 7
| 22 maggio 2018 Fórum de Macau, Macao Durata: 1h:57 - Spettatori: 2 780 | Thailandia | 1 - 3 | Serbia     | 18-25, 23-25, 25-19, 19-25        |
| 22 maggio 2018 Fórum de Macau, Macao Durata: 2h:15 - Spettatori: 3 790 | Cina       | 2 - 3 | Polonia    | 25-18, 17-25, 18-25, 25-22, 12-15 |
| 23 maggio 2018 Fórum de Macau, Macao Durata: 1h:57 - Spettatori: 2 310 | Polonia    | 1 - 3 | Serbia     | 25-20, 25-27, 24-26, 15-25        |
| 23 maggio 2018 Fórum de Macau, Macao Durata: 1h:51 - Spettatori: 3 470 | Cina       | 3 - 1 | Thailandia | 25-23, 26-24, 22-25, 25-17        |
| 24 maggio 2018 Fórum de Macau, Macao Durata: 2h:29 - Spettatori: 3 960 | Polonia    | 2 - 3 | Thailandia | 22-25, 25-21, 23-25, 25-21, 14-16 |
| 24 maggio 2018 Fórum de Macau, Macao Durata: 1h:50 - Spettatori: 4 090 | Cina       | 1 - 3 | Serbia     | 25-21, 23-25, 21-25, 17-25        |

##### Girone 8
| 22 maggio 2018 Başkent Voleybol Salonu, Ankara Durata: 1h:37 - Spettatori: 410   | Argentina       | 0 - 3 | Rep. Dominicana | 24-26, 24-26, 19-25        |
| 22 maggio 2018 Başkent Voleybol Salonu, Ankara Durata: 2h:05 - Spettatori: 2 430 | Turchia         | 1 - 3 | Brasile         | 17-25, 19-25, 25-23, 21-25 |
| 23 maggio 2018 Başkent Voleybol Salonu, Ankara Durata: 1h:13 - Spettatori: 279   | Brasile         | 3 - 0 | Argentina       | 25-9, 25-21, 25-14         |
| 23 maggio 2018 Başkent Voleybol Salonu, Ankara Durata: 1h:57 - Spettatori: 1 990 | Turchia         | 3 - 1 | Rep. Dominicana | 25-20, 17-25, 25-20, 25-19 |
| 24 maggio 2018 Başkent Voleybol Salonu, Ankara Durata: 1h:19 - Spettatori: 235   | Rep. Dominicana | 0 - 3 | Brasile         | 20-25, 10-25, 13-25        |
| 24 maggio 2018 Başkent Voleybol Salonu, Ankara Durata: 1h:20 - Spettatori: 3 145 | Turchia         | 3 - 0 | Argentina       | 25-16, 25-16, 25-19        |

#### Terza settimana
| Girone 9      | Girone 10 | Girone 11       | Girone 12 |
| ------------- | --------- | --------------- | --------- |
| Brasile       | Belgio    | Germania        | Argentina |
| Corea del Sud | Russia    | Rep. Dominicana | Cina      |
| Paesi Bassi   | Serbia    | Stati Uniti     | Giappone  |
| Polonia       | Turchia   | Thailandia      | Italia    |

##### Girone 9
| 29 maggio 2018 Omnisport Apeldoorn, Apeldoorn Durata: 2h:01 - Spettatori: 470   | Corea del Sud | 1 - 3 | Brasile       | 11-25, 14-25, 33-31, 20-25 |
| 29 maggio 2018 Omnisport Apeldoorn, Apeldoorn Durata: 1h:35 - Spettatori: 1 650 | Paesi Bassi   | 3 - 0 | Polonia       | 25-22, 25-22, 27-25        |
| 30 maggio 2018 Omnisport Apeldoorn, Apeldoorn Durata: 1h:29 - Spettatori: 860   | Polonia       | 0 - 3 | Brasile       | 20-25, 20-25, 23-25        |
| 30 maggio 2018 Omnisport Apeldoorn, Apeldoorn Durata: 1h:11 - Spettatori: 2 700 | Paesi Bassi   | 3 - 0 | Corea del Sud | 25-18, 25-10, 25-12        |
| 31 maggio 2018 Omnisport Apeldoorn, Apeldoorn Durata: 1h:15 - Spettatori: 2 450 | Corea del Sud | 0 - 3 | Polonia       | 11-25, 15-25, 16-25        |
| 31 maggio 2018 Omnisport Apeldoorn, Apeldoorn Durata: 1h:58 - Spettatori: 4 600 | Paesi Bassi   | 1 - 3 | Brasile       | 23-25, 24-26, 25-13, 22-25 |

##### Girone 10
| 29 maggio 2018 Hala sportova u Kraljevu, Kraljevo Durata: 1h:20 - Spettatori: 450   | Belgio  | 0 - 3 | Turchia | 19-25, 18-25, 24-26               |
| 29 maggio 2018 Hala sportova u Kraljevu, Kraljevo Durata: 1h:20 - Spettatori: 4 400 | Serbia  | 3 - 0 | Russia  | 25-23, 25-19, 25-18               |
| 30 maggio 2018 Hala sportova u Kraljevu, Kraljevo Durata: 2h:11 - Spettatori: 400   | Turchia | 2 - 3 | Russia  | 23-25, 25-19, 25-23, 20-25, 11-15 |
| 30 maggio 2018 Hala sportova u Kraljevu, Kraljevo Durata: 1h:16 - Spettatori: 3 900 | Belgio  | 0 - 3 | Serbia  | 20-25, 16-25, 14-25               |
| 31 maggio 2018 Hala sportova u Kraljevu, Kraljevo Durata: 1h:52 - Spettatori: 300   | Russia  | 3 - 1 | Belgio  | 25-21, 25-20, 23-25, 25-18        |
| 31 maggio 2018 Hala sportova u Kraljevu, Kraljevo Durata: 2h:17 - Spettatori: 4 400 | Turchia | 2 - 3 | Serbia  | 20-25, 25-22, 25-18, 23-25, 12-15 |

##### Girone 11
| 29 maggio 2018 Palazzetto dello Sport Huamark, Bangkok Durata: 1h:13 - Spettatori: 5 050 | Germania        | 0 - 3 | Stati Uniti     | 18-25, 17-25, 17-25               |
| 29 maggio 2018 Palazzetto dello Sport Huamark, Bangkok Durata: 1h:21 - Spettatori: 6 760 | Thailandia      | 0 - 3 | Rep. Dominicana | 21-25, 22-25, 20-25               |
| 30 maggio 2018 Palazzetto dello Sport Huamark, Bangkok Durata: 1h:21 - Spettatori: 3 900 | Rep. Dominicana | 0 - 3 | Stati Uniti     | 20-25, 23-25, 21-25               |
| 30 maggio 2018 Palazzetto dello Sport Huamark, Bangkok Durata: 2h:14 - Spettatori: 6 454 | Thailandia      | 2 - 3 | Germania        | 23-25, 26-28, 25-23, 25-22, 10-15 |
| 31 maggio 2018 Palazzetto dello Sport Huamark, Bangkok Durata: 1h:48 - Spettatori: 3 650 | Rep. Dominicana | 1 - 3 | Germania        | 22-25, 15-25, 25-21, 12-25        |
| 31 maggio 2018 Palazzetto dello Sport Huamark, Bangkok Durata: 1h:09 - Spettatori: 6 980 | Thailandia      | 0 - 3 | Stati Uniti     | 10-25, 22-25, 16-25               |

##### Girone 12
| 29 maggio 2018 Hong Kong Coliseum, Hong Kong Durata: 2h:06 - Spettatori: 7 192  | Giappone  | 3 - 2 | Italia    | 20-25, 25-23, 20-25, 25-23, 15-11 |
| 29 maggio 2018 Hong Kong Coliseum, Hong Kong Durata: 1h:13 - Spettatori: 0      | Cina      | 3 - 0 | Argentina | 25-22, 25-16, 25-12               |
| 30 maggio 2018 Hong Kong Coliseum, Hong Kong Durata: 1h:10 - Spettatori: 0      | Argentina | 0 - 3 | Italia    | 15-25, 16-25, 18-25               |
| 30 maggio 2018 Hong Kong Coliseum, Hong Kong Durata: 1h:20 - Spettatori: 10 065 | Cina      | 3 - 0 | Giappone  | 25-21, 25-19, 25-17               |
| 31 maggio 2018 Hong Kong Coliseum, Hong Kong Durata: 1h:21 - Spettatori: 8 367  | Giappone  | 3 - 0 | Argentina | 25-16, 25-21, 25-21               |
| 31 maggio 2018 Hong Kong Coliseum, Hong Kong Durata: 1h:41 - Spettatori: 10 065 | Cina      | 1 - 3 | Italia    | 18-25, 14-25, 25-16, 18-25        |

#### Quarta settimana
| Girone 13       | Girone 14   | Girone 15     | Girone 16 |
| --------------- | ----------- | ------------- | --------- |
| Italia          | Brasile     | Corea del Sud | Argentina |
| Paesi Bassi     | Cina        | Giappone      | Belgio    |
| Rep. Dominicana | Russia      | Thailandia    | Germania  |
| Serbia          | Stati Uniti | Turchia       | Polonia   |

##### Girone 13
| 5 giugno 2018 Topsportcentrum Rotterdam, Rotterdam Durata: 2h:00 - Spettatori: 700   | Italia          | 3 - 2 | Serbia          | 19-25, 25-21, 25-21, 18-25, 15-13 |
| 5 giugno 2018 Topsportcentrum Rotterdam, Rotterdam Durata: 1h:27 - Spettatori: 1 500 | Paesi Bassi     | 3 - 0 | Rep. Dominicana | 25-22, 25-21, 25-18               |
| 6 giugno 2018 Topsportcentrum Rotterdam, Rotterdam Durata: 1h:18 - Spettatori: 900   | Serbia          | 3 - 0 | Rep. Dominicana | 25-19, 25-20, 25-13               |
| 6 giugno 2018 Topsportcentrum Rotterdam, Rotterdam Durata: 2h:05 - Spettatori: 2 200 | Paesi Bassi     | 2 - 3 | Italia          | 25-18, 23-25, 25-19, 15-25, 8-15  |
| 7 giugno 2018 Topsportcentrum Rotterdam, Rotterdam Durata: 1h:19 - Spettatori: 700   | Rep. Dominicana | 0 - 3 | Italia          | 18-25, 15-25, 20-25               |
| 7 giugno 2018 Topsportcentrum Rotterdam, Rotterdam Durata: 2h:20 - Spettatori: 2 200 | Paesi Bassi     | 3 - 2 | Serbia          | 15-25, 19-25, 29-27, 25-17, 20-18 |

##### Girone 14
| 5 giugno 2018 Jiangmen Sports Hall, Jiangmen Durata: 1h:17 - Spettatori: 3 020 | Russia      | 0 - 3 | Stati Uniti | 14-25, 18-25, 18-25               |
| 5 giugno 2018 Jiangmen Sports Hall, Jiangmen Durata: 2h:23 - Spettatori: 6 500 | Cina        | 2 - 3 | Brasile     | 25-19, 23-25, 25-27, 25-10, 14-16 |
| 6 giugno 2018 Jiangmen Sports Hall, Jiangmen Durata: 1h:58 - Spettatori: 2 700 | Stati Uniti | 3 - 1 | Brasile     | 25-23, 26-28, 25-21, 25-18        |
| 6 giugno 2018 Jiangmen Sports Hall, Jiangmen Durata: 1h:28 - Spettatori: 8 050 | Cina        | 3 - 0 | Russia      | 25-21, 25-19, 25-22               |
| 7 giugno 2018 Jiangmen Sports Hall, Jiangmen Durata: 2h:14 - Spettatori: 2 460 | Brasile     | 3 - 2 | Russia      | 15-25, 25-21, 25-20, 19-25, 17-15 |
| 7 giugno 2018 Jiangmen Sports Hall, Jiangmen Durata: 1h:22 - Spettatori: 6 750 | Cina        | 0 - 3 | Stati Uniti | 20-25, 22-25, 20-25               |

##### Girone 15
| 5 giugno 2018 Korat Chatchai Hall, Nakhon Ratchasima Durata: 1h:42 - Spettatori: 3 000 | Giappone      | 1 - 3 | Turchia       | 17-25, 23-25, 25-13, 11-25        |
| 5 giugno 2018 Korat Chatchai Hall, Nakhon Ratchasima Durata: 1h:50 - Spettatori: 4 600 | Thailandia    | 1 - 3 | Corea del Sud | 16-25, 18-25, 25-20, 24-26        |
| 6 giugno 2018 Korat Chatchai Hall, Nakhon Ratchasima Durata: 1h:16 - Spettatori: 3 200 | Giappone      | 3 - 0 | Corea del Sud | 25-22, 25-14, 25-20               |
| 6 giugno 2018 Korat Chatchai Hall, Nakhon Ratchasima Durata: 1h:50 - Spettatori: 4 600 | Thailandia    | 1 - 3 | Turchia       | 20-25, 28-30, 25-18, 19-25        |
| 7 giugno 2018 Korat Chatchai Hall, Nakhon Ratchasima Durata: 1h:21 - Spettatori: 3 100 | Corea del Sud | 0 - 3 | Turchia       | 19-25, 21-25, 23-25               |
| 7 giugno 2018 Korat Chatchai Hall, Nakhon Ratchasima Durata: 2h:14 - Spettatori: 4 600 | Thailandia    | 2 - 3 | Giappone      | 25-19, 25-20, 17-25, 19-25, 20-22 |

##### Girone 16
| 5 giugno 2018 Hala Łuczniczka, Bydgoszcz Durata: 1h:53 - Spettatori: 549   | Germania  | 3 - 1 | Belgio    | 25-19, 25-21, 22-25, 25-23 |
| 5 giugno 2018 Hala Łuczniczka, Bydgoszcz Durata: 1h:03 - Spettatori: 1 717 | Polonia   | 3 - 0 | Argentina | 25-11, 25-14, 25-20        |
| 6 giugno 2018 Hala Łuczniczka, Bydgoszcz Durata: 1h:13 - Spettatori: 530   | Belgio    | 3 - 0 | Argentina | 25-22, 25-16, 25-14        |
| 6 giugno 2018 Hala Łuczniczka, Bydgoszcz Durata: 1h:43 - Spettatori: 2 530 | Polonia   | 3 - 1 | Germania  | 25-21, 21-25, 25-20, 25-9  |
| 7 giugno 2018 Hala Łuczniczka, Bydgoszcz Durata: 1h:08 - Spettatori: 520   | Argentina | 0 - 3 | Germania  | 16-25, 13-25, 16-25        |
| 7 giugno 2018 Hala Łuczniczka, Bydgoszcz Durata: 1h:54 - Spettatori: 2 518 | Polonia   | 3 - 1 | Belgio    | 22-25, 25-22, 27-25, 25-14 |

#### Quinta settimana
| Girone 17   | Girone 18       | Girone 19  | Girone 20     |
| ----------- | --------------- | ---------- | ------------- |
| Cina        | Germania        | Belgio     | Argentina     |
| Germania    | Polonia         | Brasile    | Corea del Sud |
| Paesi Bassi | Rep. Dominicana | Italia     | Serbia        |
| Turchia     | Russia          | Thailandia | Stati Uniti   |

##### Girone 17
| 12 giugno 2018 Porsche-Arena, Stoccarda Durata: 2h:13 - Spettatori: 1 012 | Turchia  | 2 - 3 | Paesi Bassi | 11-25, 29-31, 25-16, 25-20, 10-15 |
| 12 giugno 2018 Porsche-Arena, Stoccarda Durata: 2h:29 - Spettatori: 1 338 | Germania | 2 - 3 | Cina        | 25-20, 27-25, 17-25, 23-25, 8-15  |
| 13 giugno 2018 Porsche-Arena, Stoccarda Durata: 1h:50 - Spettatori: 1 006 | Cina     | 1 - 3 | Paesi Bassi | 24-26, 25-17, 17-25, 21-25        |
| 13 giugno 2018 Porsche-Arena, Stoccarda Durata: 1h:46 - Spettatori: 1 359 | Germania | 1 - 3 | Turchia     | 16-25, 15-25, 25-20, 19-25        |
| 14 giugno 2018 Porsche-Arena, Stoccarda Durata: 2h:01 - Spettatori: 1 022 | Cina     | 1 - 3 | Turchia     | 26-28, 21-25, 25-20, 20-25        |
| 14 giugno 2018 Porsche-Arena, Stoccarda Durata: 1h:47 - Spettatori: 1 510 | Germania | 1 - 3 | Paesi Bassi | 21-25, 16-25, 26-24, 19-25        |

##### Girone 18
| 12 giugno 2018 Centrum Aqua Zdrój, Wałbrzych Durata: 1h:16 - Spettatori: 570   | Russia          | 3 - 0 | Rep. Dominicana | 25-21, 25-20, 25-16               |
| 12 giugno 2018 Centrum Aqua Zdrój, Wałbrzych Durata: 2h:02 - Spettatori: 2 300 | Polonia         | 3 - 2 | Giappone        | 18-25, 25-15, 25-16, 21-25, 16-14 |
| 13 giugno 2018 Centrum Aqua Zdrój, Wałbrzych Durata: 2h:04 - Spettatori: 555   | Rep. Dominicana | 2 - 3 | Giappone        | 15-25, 25-14, 25-21, 27-29, 13-15 |
| 13 giugno 2018 Centrum Aqua Zdrój, Wałbrzych Durata: 1h:16 - Spettatori: 2 300 | Polonia         | 3 - 0 | Russia          | 25-21, 25-18, 25-15               |
| 14 giugno 2018 Centrum Aqua Zdrój, Wałbrzych Durata: 1h:56 - Spettatori: 474   | Russia          | 3 - 2 | Giappone        | 19-25, 25-14, 25-16, 23-25, 15-10 |
| 14 giugno 2018 Centrum Aqua Zdrój, Wałbrzych Durata: 1h:47 - Spettatori: 2 300 | Polonia         | 1 - 3 | Rep. Dominicana | 18-25, 25-16, 21-25, 20-25        |

##### Girone 19
| 12 giugno 2018 PalaSele, Eboli Durata: 1h:55 - Spettatori: 1 500 | Brasile | 3 - 1 | Belgio     | 25-15, 25-14, 21-25, 25-23        |
| 12 giugno 2018 PalaSele, Eboli Durata: 1h:07 - Spettatori: 1 920 | Italia  | 3 - 0 | Thailandia | 25-11, 25-17, 25-15               |
| 13 giugno 2018 PalaSele, Eboli Durata: 1h:57 - Spettatori: 850   | Brasile | 3 - 1 | Thailandia | 25-16, 25-22, 18-25, 25-13        |
| 13 giugno 2018 PalaSele, Eboli Durata: 1h:18 - Spettatori: 2 200 | Italia  | 3 - 0 | Belgio     | 25-22, 25-18, 25-19               |
| 14 giugno 2018 PalaSele, Eboli Durata: 2h:00 - Spettatori: 1 700 | Belgio  | 3 - 1 | Thailandia | 26-24, 23-25, 25-20, 25-21        |
| 14 giugno 2018 PalaSele, Eboli Durata: 2h:18 - Spettatori: 6 000 | Italia  | 3 - 2 | Brasile    | 22-25, 25-20, 17-25, 25-19, 15-12 |

##### Girone 20
| 12 giugno 2018 Estadio Santa Fe, Santa Fe Durata: 1h:54 - Spettatori: 1 900 | Serbia        | 3 - 1 | Stati Uniti   | 30-28, 23-25, 25-20, 25-18 |
| 12 giugno 2018 Estadio Santa Fe, Santa Fe Durata: 1h:21 - Spettatori: 3 800 | Argentina     | 3 - 0 | Corea del Sud | 25-18, 26-24, 25-21        |
| 13 giugno 2018 Estadio Santa Fe, Santa Fe Durata: 1h:18 - Spettatori: 1 800 | Corea del Sud | 0 - 3 | Stati Uniti   | 13-25, 23-25, 19-25        |
| 13 giugno 2018 Estadio Santa Fe, Santa Fe Durata: 1h:22 - Spettatori: 4 100 | Argentina     | 0 - 3 | Serbia        | 27-29, 13-25, 16-25        |
| 14 giugno 2018 Estadio Santa Fe, Santa Fe Durata: 1h:15 - Spettatori: 2 400 | Corea del Sud | 0 - 3 | Serbia        | 17-25, 20-25, 11-25        |
| 14 giugno 2018 Estadio Santa Fe, Santa Fe Durata: 1h:06 - Spettatori: 5 000 | Argentina     | 0 - 3 | Stati Uniti   | 15-25, 14-25, 15-25        |

#### Classifica
| Pos | Squadra         | Pt | G  | V  | P  | SV | SP | Ratio | PF    | PS    | Ratio |
| --- | --------------- | -- | -- | -- | -- | -- | -- | ----- | ----- | ----- | ----- |
| 1   | Stati Uniti     | 40 | 15 | 13 | 2  | 42 | 8  | 5.250 | 1 227 | 997   | 1.230 |
| 2   | Serbia          | 37 | 15 | 12 | 3  | 41 | 15 | 2.733 | 1 324 | 1 141 | 1.160 |
| 3   | Brasile         | 35 | 15 | 12 | 3  | 40 | 20 | 2.000 | 1 376 | 1 229 | 1.119 |
| 4   | Paesi Bassi     | 34 | 15 | 12 | 3  | 39 | 18 | 2.166 | 1 327 | 1 176 | 1.128 |
| 5   | Turchia         | 35 | 15 | 11 | 4  | 40 | 19 | 2.105 | 1 351 | 1 244 | 1.086 |
| 6   | Italia          | 29 | 15 | 10 | 5  | 34 | 22 | 1.545 | 1 230 | 1 136 | 1.082 |
| 7   | Russia          | 23 | 15 | 8  | 7  | 26 | 29 | 0.896 | 1 194 | 1 198 | 0.996 |
| 8   | Polonia         | 22 | 15 | 8  | 7  | 29 | 29 | 1.000 | 1 298 | 1 211 | 1.071 |
| 9   | Cina            | 22 | 15 | 7  | 8  | 29 | 27 | 1.074 | 1 237 | 1 178 | 1.050 |
| 10  | Giappone        | 20 | 15 | 7  | 8  | 27 | 31 | 0.870 | 1 209 | 1 273 | 0.949 |
| 11  | Germania        | 15 | 15 | 5  | 10 | 23 | 35 | 0.657 | 1 220 | 1 315 | 0.927 |
| 12  | Corea del Sud   | 14 | 15 | 5  | 10 | 16 | 34 | 0.470 | 1 022 | 1 141 | 0.895 |
| 13  | Belgio          | 12 | 15 | 4  | 11 | 18 | 36 | 0.500 | 1 115 | 1 250 | 0.892 |
| 14  | Rep. Dominicana | 12 | 15 | 3  | 12 | 17 | 37 | 0.459 | 1 072 | 1 245 | 0.861 |
| 15  | Thailandia      | 7  | 15 | 2  | 13 | 17 | 41 | 0.414 | 1 218 | 1 355 | 0.898 |
| 16  | Argentina       | 3  | 15 | 1  | 14 | 5  | 42 | 0.119 | 830   | 1 161 | 0.714 |

| Qualificata alla fase finale | Retrocessa |

### Fase finale

#### Fase a gironi
| Girone A    | Girone B    |
| ----------- | ----------- |
| Brasile     | Serbia      |
| Cina        | Stati Uniti |
| Paesi Bassi | Turchia     |

##### Girone A

###### Risultati
| 27 giugno 2018 Centro Sportivo Olimpico, Nanchino Durata: 1h:54 - Spettatori: 6 800 | Cina    | 3 - 1 | Paesi Bassi | 20-25, 25-21, 25-22, 25-18 |
| 28 giugno 2018 Centro Sportivo Olimpico, Nanchino Durata: 1h:21 - Spettatori: 2 600 | Brasile | 3 - 0 | Paesi Bassi | 25-16, 25-17, 25-23        |
| 29 giugno 2018 Centro Sportivo Olimpico, Nanchino Durata: 1h:33 - Spettatori: 8 800 | Cina    | 0 - 3 | Brasile     | 20-25, 22-25, 22-25        |

###### Classifica
| Pos | Squadra     | Pt | G | V | P | SV | SP | Ratio | PF  | PS  | Ratio |
| --- | ----------- | -- | - | - | - | -- | -- | ----- | --- | --- | ----- |
| 1   | Brasile     | 6  | 2 | 2 | 0 | 6  | 0  | MAX   | 150 | 120 | 1.250 |
| 2   | Cina        | 3  | 2 | 1 | 1 | 3  | 4  | 0.750 | 159 | 161 | 0.987 |
| 3   | Paesi Bassi | 0  | 2 | 0 | 2 | 1  | 6  | 0.166 | 142 | 170 | 0.835 |

##### Girone B

###### Risultati
| 27 giugno 2018 Centro Sportivo Olimpico, Nanchino Durata: 2h:07 - Spettatori: 1 200 | Stati Uniti | 3 - 2 | Turchia | 17-25, 21-25, 25-21, 25-15, 15-11 |
| 28 giugno 2018 Centro Sportivo Olimpico, Nanchino Durata: 2h:10 - Spettatori: 1 800 | Serbia      | 2 - 3 | Turchia | 25-20, 21-25, 18-25, 25-19, 14-16 |
| 29 giugno 2018 Centro Sportivo Olimpico, Nanchino Durata: 1h:32 - Spettatori: 2 500 | Stati Uniti | 3 - 0 | Serbia  | 29-27, 25-22, 25-19               |

###### Classifica
| Pos | Squadra     | Pt | G | V | P | SV | SP | Ratio | PF  | PS  | Ratio |
| --- | ----------- | -- | - | - | - | -- | -- | ----- | --- | --- | ----- |
| 1   | Stati Uniti | 5  | 2 | 2 | 0 | 6  | 2  | 3.000 | 182 | 165 | 1.103 |
| 2   | Turchia     | 3  | 2 | 1 | 1 | 5  | 5  | 1.000 | 202 | 206 | 0.980 |
| 3   | Serbia      | 1  | 2 | 0 | 2 | 2  | 6  | 0.333 | 171 | 184 | 0.929 |

#### Final Four
|  | Semifinali  | Semifinali  | Semifinali  |             |         | Finale   | Finale   | Finale   |  |
|  |             |             |             |             |         |          |          |          |  |
|  | Brasile     | Brasile     | 0           |             |         |          |          |          |  |
|  | Brasile     | Brasile     | 0           |             |         |          |          |          |  |
|  | Turchia     | Turchia     | 3           |             |         |          |          |          |  |
|  | Turchia     | Turchia     | 3           |             | Turchia | Turchia  | 2        |          |  |
|  |             |             |             |             | Turchia | Turchia  | 2        |          |  |
|  |             |             | Stati Uniti | Stati Uniti | 3       |          |          |          |  |
|  | Stati Uniti | Stati Uniti | Stati Uniti | Stati Uniti | 3       | 3        |          |          |  |
|  | Stati Uniti | Stati Uniti |             |             |         | 3        |          |          |  |
|  | Cina        | Cina        | 1           |             |         | 3º posto | 3º posto | 3º posto |  |
|  | Cina        | Cina        | 1           |             |         |          |          |          |  |
|  |             |             |             |             |         |          |          |          |  |
|  |             |             |             |             |         | Brasile  | Brasile  | 0        |  |
|  |             |             |             |             |         | Brasile  | Brasile  | 0        |  |
|  |             |             |             |             |         | Cina     | Cina     | 3        |  |

##### Semifinali
| 30 giugno 2018 Centro Sportivo Olimpico, Nanchino Durata: 1h:32 - Spettatori: 2 500 | Brasile     | 0 - 3 | Turchia | 23-25, 23-25, 22-25        |
| 30 giugno 2018 Centro Sportivo Olimpico, Nanchino Durata: 1h:52 - Spettatori: 5 500 | Stati Uniti | 3 - 1 | Cina    | 25-23, 25-20, 18-25, 25-18 |

##### Finale 3º posto
| 1º luglio 2018 Centro Sportivo Olimpico, Nanchino Durata: 1h:27 - Spettatori: 3 400 | Brasile | 0 - 3 | Cina | 18-25, 18-25, 22-25 |

##### Finale
| 1º luglio 2018 Centro Sportivo Olimpico, Nanchino Durata: 2h:06 - Spettatori: 3 500 | Turchia | 2 - 3 | Stati Uniti | 25-17, 22-25, 28-26, 15-25, 7-15 |

## Classifica finale
| Pos     | Squadra         | Rosa |
| ------- | --------------- | --- |
| Oro     | Stati Uniti     | Formazione: 1 Hancock, 3 Lloyd, 4 Wong-Orantes, 5 Adams, 6 Dixon, 8 Gibbemeyer, 9 Kingdon, 10 Larson, 11 Drews, 12 Murphy, 13 Wilhite, 14 Bartsch, 15 Hill, 16 Akinradewo, 20 Benson, 23 Robinson, CT: Kiraly                                                                           |
| Argento | Turchia         | Formazione: 1 Örge, 2 Aköz, 3 Akman, 4 Arıcı, 5 Ercan, 7 Baladın, 9 İsmailoğlu, 10 Ural, 11 A. Kılıç, 12 Özbay, 13 Boz, 14 Erdem, 16 Güneş, 18 Alikaya, 19 Kestirengöz, 20 Sarıoğlu, 55 M. Kılıç, 90 Karakurt, 98 Şahin, 99 Güveli, CT: Guidetti                                        |
| Bronzo  | Cina            | Formazione: 1 Yuan, 2 Zhu, 3 Yang F., 4 Yang H., 5 Yi, 6 Gong, 7 Wang Y., 8 Zeng, 10 Liu X., 11 Yao, 12 Li, 13 Diao, 15 Lin, 16 Ding, 17 Yan, 18 Wang M., 19 Liu Y., 20 Duan, 21 Zhang, 25 Hu, 26 Meng, CT: Lang                                                                        |
| 4       | Brasile         | Formazione: 1 Leão, 3 Carneiro, 4 A.C. da Silva, 5 A. da Silva, 7 Montibeller, 8 de Carvalho, 9 Ratzke, 10 G. Guimarães, 11 de Souza, 13 Francisco, 14 Costa, 15 Pavão, 16 Caixeta, 17 Pinto, 20 Corrêa, CT: J. Guimarães                                                               |
| 5       | Paesi Bassi     | Formazione: 1 Knip, 2 Stoltenborg, 3 Beliën, 4 Plak, 6 Grothues, 7 Lohuis, 9 Schoot, 10 Slöetjes, 11 Buijs, 12 Bongaerts, 14 Dijkema, 17 Oude Luttikhuis, 18 Jasper, 19 Daalderop, 20 Polder, 22 Koolhaas, CT: Morrison                                                                 |
| 5       | Serbia          | Formazione: 1 Buša, 2 Lazović, 4 Živković, 5 M. Popović, 6 Malešević, 7 Antonijević, 9 Mihajlović, 10 Mirković, 11 Veljković, 12 Pušić, 13 Bjelica, 14 Aleksić, 15 Stevanović, 16 Rašić, 17 S. Popović, 18 Bošković, 19 Milenković, 20 Blagojević, 21 Jovičić, 22 Lozo, CT: Terzić      |
| 7       | Italia          | Formazione: 1 Ortolani, 2 Degradi, 3 Cambi, 5 Malinov, 6 De Gennaro, 9 Olivotto, 10 Chirichella, 11 Danesi, 12 Guerra, 13 Fahr, 14 Pietrini, 15 Lubian, 16 Bosetti, 17 Sylla, 18 Egonu, 19 Mingardi, 20 Parrocchiale, 21 Spirito, 23 Berti, CT: Mazzanti                                |
| 8       | Russia          | Formazione: 1 Lazarenko, 2 Talyševa, 3 Efimova, 4 Malygina, 5 Kutjukova, 7 Romanova, 10 Novik, 11 Bogačëva, 12 Ryseva, 14 Fetisova, 15 Gorbačëva, 16 Voronkova, 17 Malych, 18 Il'čenko, 19 Birjukova, 20 Šljachovaja, 21 Kotikova, 22 Jurinskaja, 24 Kurnosova, 25 Brovkina, CT: Pankov |
| 9       | Polonia         | Formazione: 1 Nowicka, 2 Wojtowicz, 4 Pleśnierowicz, 5 Kąkolewska, 7 Mucha, 8 Stenzel, 10 Efimienko, 12 Bociek, 13 Durajczyk, 14 Łukasik, 15 Grajber, 16 Kurnikowska, 17 Smarzek, 22 Murek, 23 Twardowska, CT: Nawrocki                                                                 |
| 10      | Giappone        | Formazione: 2 Koga, 3 Iwasaka, 4 Shinnabe, 7 Ishii, 8 Uchiseto, 9 Shimamura, 10 Tominaga, 11 Nabeya, 13 Okumura, 15 K. Inoue, 18 Takahashi, 19 Horikawa, 20 A. Inoue, 21 Kurogo, 22 Tashiro, 23 Yamagishi, 24 Akutagawa, 27 Toe, CT: Nakada                                             |
| 11      | Germania        | Formazione: 1 Dürr, 2 Kästner, 3 Hanke, 4 Brinker, 5 Poll, 6 Geerties, 7 Pettke, 8 Drewniok, 10 Stigrot, 11 Lippmann, 12 Orthmann, 13 Gryka, 14 Schölzel, 15 Wezorke, 17 Pogany, 18 Schwertmann, 21 Vanjak, 22 Gründing, 24 Imoudu, CT: Koslowski                                       |
| 12      | Corea del Sud   | Formazione: 1 Na H.s., 2 Kim J.h., 4 Kim H.j., 5 Lee H.h., 6 Lee N.y., 8 Yim, 9 Jeong, 10 Kim Y.k., 11 Kim S.j., 13 Park J.a., 14 Yang, 15 Kang, 17 Lee J.y., 18 Yoo, 19 Lee D.y., 20 Na H.j., 25 Park E.j., CT: Cha                                                                    |
| 13      | Belgio          | Formazione: 1 Neyt, 2 Van Sas, 3 Herbots, 4 Lemmens, 6 Flament, 7 Van Gestel, 8 Grobelna, 11 Vandewiele, 12 Strumilo, 13 Janssens, 14 Vandendriessche, 16 Goliat, 17 van de Vyver, 18 Moulin, 19 Van Avermaet, 20 Guilliams, 21 Stragier, 22 Valkenborg, CT: Vande Broek                |
| 14      | Rep. Dominicana | Formazione: 1 Vargas, 2 Fernández, 3 Eve, 6 Domínguez, 7 Marte, 8 Arias, 10 N. Martínez, 11 Rodríguez, 16 Peña, 19 Binet, 20 B. Martínez, 21 J. Martínez, 23 González, 24 Peralta, CT: Kwiek                                                                                            |
| 15      | Thailandia      | Formazione: 1 Srithong, 2 Pannoy, 3 Guedpard, 5 Thinkaow, 6 Sittirak, 7 Bamrungsuk, 8 Nuanjam, 10 Apinyapong, 11 Phomla, 12 Chaisri, 13 Tomkom, 14 Kamlangmak, 15 Kanthong, 16 Kokram, 18 Kongyot, 19 Moksri, 20 Pairoj, CT: Sriwacharamaytakul                                         |
| 16      | Argentina       | Formazione: 1 Bosio, 3 Nizetich, 6 Rodríguez, 8 Piccolo, 9 Sagardía, 10 Tosi, 11 Lazcano, 12 Rizzo, 15 Fortuna, 16 Busquets, 17 Vidal, 19 Franchi, 22 Hiruela, 23 Michel Tosi, 24 Zabala, 26 Soria, CT: Orduna                                                                          |

## Premi individuali
| Premio                 | Nome             | Squadra     |
| ---------------------- | ---------------- | ----------- |
| MVP                    | Michelle Bartsch | Stati Uniti |
| Miglior palleggiatrice | Cansu Özbay      | Turchia     |
| Miglior opposto        | Tandara Caixeta  | Brasile     |
| Miglior schiacciatrice | Michelle Bartsch | Stati Uniti |
| Miglior schiacciatrice | Zhu Ting         | Cina        |
| Miglior centrale       | TeTori Dixon     | Stati Uniti |
| Miglior centrale       | Eda Erdem        | Turchia     |
| Miglior libero         | Suelen Pinto     | Brasile     |